# Natalia Toledo

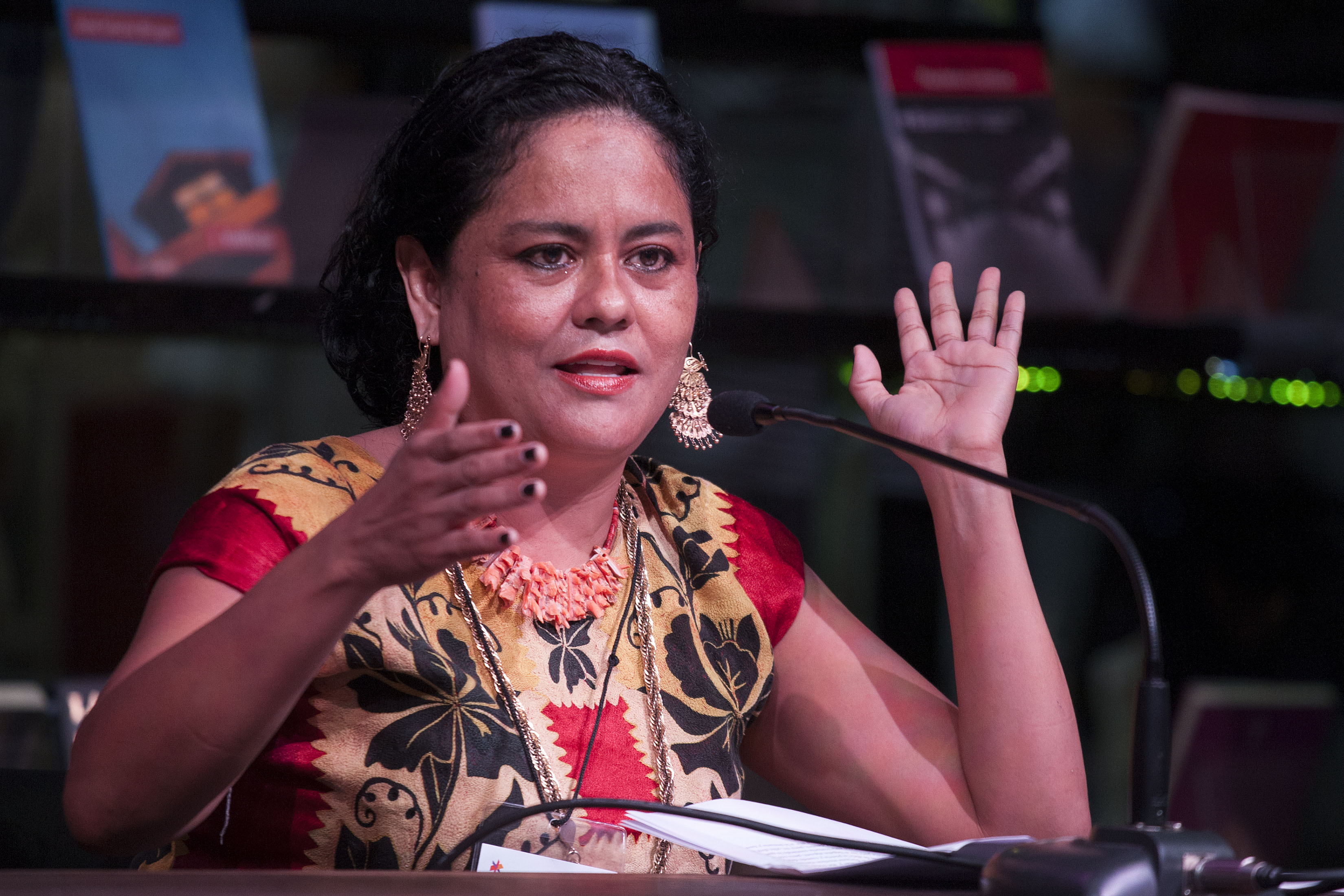
Natalia Toledo

Natalia Toledo Paz (* 1968 in Juchitán de Zaragoza) ist eine mexikanische Autorin, die in spanischer und zapotekischer Sprache schreibt.
Sie ist Tochter des Malers Francisco Toledo. Sie erlernte die Dichtkunst im Casa de la Cultura de Juchitán und bildete sich später bei der Sociedad General de Escritores de México (SOGEM) weiter. 1994 bis 1995 sowie 2001 bis 2002 erhielt sie Stipendien aus dem Fondo Nacional para la Cultura y las Artes (FONCA) und von 1995 bis 1996 aus dem Fondo Estatal para la Cultura y las Artes de Oaxaca (FOESCA). Sie ist Präsidentin des Patronats des Casa de la Cultura de Juchitán.

## Werke
- Poesie
  - Paraíso de fisuras (1990), mit Rocío González, FOESCA
  - Ca guna gu bidxa, ca guna guiiba' risaca (Mujeres del sol, mujeres de oro, 2002),  Instituto Oaxaqueño de las Culturas
  - Guie' yaase (Olivo negro, 2004),  CONACULTA
  - Xtaga be'ñe (Flor de pantano, 2004), Instituto Oaxaqueño de las Culturas
  - Guendaguti ñee sisi (La muerte pies ligeros, 2005), Fondo de Cultura Económica
- Anthologie
  - Demián Flores Cortés (1993), Palimpsesto, Ediciones Bi'cu'
  - Aurora Mayra Saavedra (1996) Las divinas mutantes, UNAM
  - Antología de poetas de Tierra Adentro (1997), TELAM Nava
  - Varios autores (1997), Historia de Arte de Oaxaca, tomo lll, Regierung des Bundesstaates Oaxaca
  - Miguel Flores (1998), Toledo: la línea metafórica, Ediciones Oro de la Noche/FONCA
  - Víctor de la Cruz (1999), Guie' sti' diidxazá, La flor de la palabra, UNAM
  - Verónika Bennholdt-Thomsen (2000), Juchitán-Mexikos stad der fra un, Frederking & Thaler, Deutschland
  - Memoria del XII Festival Internacional de Poesía de Medellín (2002), Kolumbien
  - Mónica de la Torre, Michael Wiegers (2002), Reversible Monuments: Contemporary Mexican Poetry, Copper Canyon Press, Vereinigte Staaten
  - Carlos Montemayor (2003), La voz profunda, antología de literatura mexicana en lenguas indígenas, Joaquín Mortiz
  - Carlos Montemayor y Donald Frischmann (2006), Words of the True Peoples. Anthology of Mexican Indigenous-Language Writers, University of Texas Press

## Ehrungen/Preise
- Premio Nezahualcóyotl de Literatura 2004.